# Marco Arosio
Marco Arosio (* 23. August 1963 in Mailand; † 10. April 2009 in Monza) war ein italienischer Philosoph.

## Leben
Er promovierte in Philosophie an der Università Cattolica del Sacro Cuore. Er lehrte am Seraphicum, Pontificio Ateneo Regina Apostolorum, der Theologischen Fakultät von Lugano; der Päpstlichen Universität Gregoriana; am Päpstlichen Athenaeum Sant’Anselmo; Päpstlichem Theologischem Fakultät Marianum und der Päpstlichem Theologischem Fakultät Teresianum.

## Schriften (Auswahl)
- Bartolomeo da Colle di Val d’Elsa, predicatore dell’Osservanza francescana. Uno studio storico-filosofico. Canterano 2017, ISBN 978-88-255-1024-9.
- Sapienza e scienza in Bonaventura da Bagnoregio. Epistemologia teologica ed esegesi biblica. Siena 2019, ISBN 978-88-6879-816-1.